# Autoroute A10 (Italie)
Pour les articles homonymes, voir A10 et Autoroute A10.

Carte.

L’autoroute italienne A10 est plus connue sous son nom d’autoroute des Fleurs (en italien, Autostrada dei Fiori).
C'est sans doute une des autoroutes techniquement les plus difficiles à réaliser, étant constituée presque sans interruption de tunnels et de ponts (les ouvrages d'art constituent 60 % d'un tronçon de 113 km, soit 67 tunnels et 90 ponts).
L'autoroute est à 2×2 voies dans son intégralité. Il est prévu de la compléter par une bretelle, la gronda di Genova, un important projet de contournement dans sa partie finale, par des chantiers qui auraient dû débuter en 2018.

## Historique

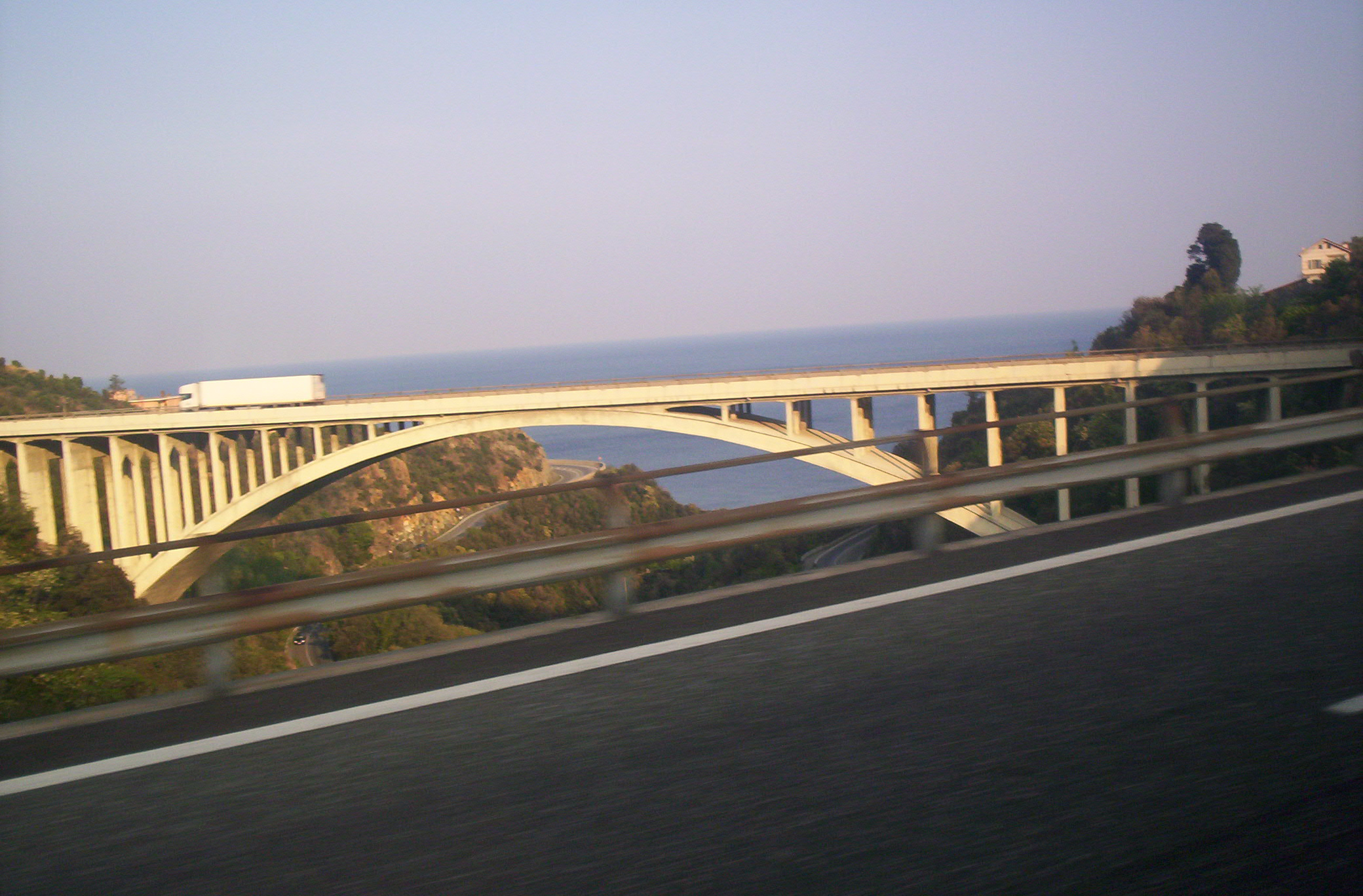
L'autoroute A10 près de Cogoleto : pont de l'ancien tracé vu de la chaussée nord.

Réalisée à la fin des années 1960 et achevée dans les années 1970, elle relie Vintimille et la frontière française à Gênes (autoroute concédée et à péage tout au long du trajet). Elle est connectée avec l’autoroute française A8, également à péage, depuis son ouverture en 1969.
Le tronçon Savone-Gênes est concédé à Autostrade per l'Italia. En revanche, le tronçon entre la frontière et Savone a été longtemps concédé à Autostrada dei Fiori SpA (la société privée qui l'a projetée entre 1962 et 1966) et désormais à la société Concessioni del Tirreno. Le premier tronçon ouvert entre Savone et Vintimille date de 1969 (autoroute terminée en 1971).
L’histoire de l’autoroute des Fleurs remonte en réalité dès la fin des années 1950, avec une chaussée unique à trois voies (en circulation alternée), limitée à un seul tronçon entre Pra', un quartier de l’ouest de Gênes, et Albisola. Au début des années 1960, c’était une des rares autoroutes en Italie, avec l’autoroute des Lacs, la Turin-Milan-Brescia, la Padoue-Venise, la Savone-Ceva, la Gênes-Milan, la Florence-Pise, la Rome-Ostie et la Naples-Salerne. En 1964, ce tronçon est prolongé de quelques kilomètres jusqu’à la sortie suivante de Pegli, toujours avec une chaussée unique avec une seule voie large par sens de marche. Le 5 septembre 1967 est ajouté le prolongement entre Pegli et Cornigliano, et entre Savone et Albisola, avec cette fois deux chaussées à 2 fois 2 voies. Avec l’inauguration du pont Morandi, l’autoroute rejoignait Sampierdarena et la sortie Genova Ovest, permettant de relier Gênes et Savone. Enfin, le tronçon Savone-Vintimille est ouvert le 6 novembre 1971.
En France, un tronçon à péage entre Roquebrune et la frontière italienne (première connexion internationale autoroutière payante depuis la France) est ouvert en 1969. Une chaussée seulement est ouverte du côté français et son utilisation est interdite aux poids-lourds jusqu'à l'année suivante, lorsque celle-ci est effectivement doublée. Cette portion française (de Nice à la frontière) ainsi que ses prolongements postérieurs furent initialement numérotés A53.
À Gênes, une portion du pont Morandi, situé immédiatement à l'ouest de l'échangeur de Genova Ovest, commandant l'accès à l'autoroute A7, s'est effondrée le 14 août 2018, à 11h36 heure locale. Un premier bilan évoque plusieurs dizaines de victimes dont au moins 43 morts et 16 blessés  d’après le procureur de la république de Gênes et le ministère des Transports italien. Plus de 600 résidents des rues Walter Fillak et Enrico Porro  dans le quartier Sampierdarena dont les immeubles sont situés sous le deuxième pylône du viaduc fragilisé en limite du quartier de Rivarolo sont évacuées. La jonction avec l'autoroute A7 au sortir du tunnel est interrompue et la traversée de Gênes, grandement perturbée, fortement déconseillée et déviée vers des itinéraires alternatifs.
Le viaduc Gênes-Saint-Georges, remplaçant du pont effondré, est inauguré le 3 août 2020.

## Tracé
| Sortie                                                               | ↓km↓ | ↑km↑ | Province | Route Européenne |
| -------------------------------------------------------------------- | ---- | ---- | -------- | ---------------- |
| Destination Milan Direction Rosignano M. - Roma Genova Sampierdarena | 0    | 158  | GE       |                  |
| Genova Aeroporto                                                     | 2    | 156  | GE       |                  |
| Genova Pegli                                                         | 6    | 152  | GE       |                  |
| Genova Voltri                                                        | 11   | 147  | GE       |                  |
| Direction Gravellona Toce                                            | 13   | 145  | GE       |                  |
| Arenzano                                                             | 20   | 138  | GE       |                  |
| Varazze                                                              | 27   | 131  | SV       |                  |
| Celle Ligure                                                         | 32   | 126  | SV       |                  |
| Albisola                                                             | 36   | 120  | SV       |                  |
| Destination Turin                                                    | 44   | 114  | SV       |                  |
| Savona                                                               | 45   | 113  | SV       |                  |
| Spotorno                                                             | 52   | 106  | SV       |                  |
| Orco Feglino                                                         | 60   | 98   | SV       |                  |
| Finale Ligure                                                        | 63   | 95   | SV       |                  |
| Pietra Ligure                                                        | 68   | 90   | SV       |                  |
| Borghetto Santo Spirito                                              | 78   | 80   | SV       |                  |
| Albenga                                                              | 81   | 77   | SV       |                  |
| Andora                                                               | 93   | 65   | SV       |                  |
| San Bartolomeo al Mare                                               | 100  | 58   | IM       |                  |
| Imperia est                                                          | 112  | 46   | IM       |                  |
| Imperia ovest                                                        | 119  | 39   | IM       |                  |
| Arma di Taggia                                                       | 128  | 30   | IM       |                  |
| Sanremo ovest                                                        | 136  | 22   | IM       |                  |
| Bordighera                                                           | 146  | 12   | IM       |                  |
| Vintimille vers Col de Tende - Coni                                  | 152  | 6    | IM       |                  |
| Frontière avec la France                                             | 158  | 0    |          |                  |

### Ouvrages d'arts de l'A10
- Viaduc de Borghetto
- Viaduc Gênes-Saint-Georges
- Viaduc de Valle Latte
- Viaduc de Cerusa O
- Viaduc de Cerusa